# Эдвини-Бонсу, Рэнди
Рэнди Эдвини-Бонсу (англ. Randy Edwini-Bonsu; род. 20 апреля 1990, Кумаси, Гана) — канадский футболист ганского происхождения, нападающий. Выступал за сборную Канады.
Рэнди вместе с родителями иммигрировал из Ганы в 2002 году и поселился в Эдмонтоне.

## Клубная карьера
Рэнди начал профессиональную карьеру в «Ванкувер Уайткэпс». 25 сентября 2009 года в матче против «Каролина Рэйлхокс» он забил свой первый гол за «Кэпс».
1 июня 2011 года Эдвини-Бонсу присоединился к финскому «Оулу», подписав контракт на оставшуюся часть сезона 2011. 2 июня в матче против «Хямеэнлинна» он дебютировал в Юккёнене. В этом же поединке Эдвини-Бонсу забил свой первый гол за финскую команду. Всего в 20 матчах он поразил ворота соперников 16 раз.
В ноябре того же года Рэнди перешёл в немецкий «Айнтрахт» из Брауншвейга, подписав контракт до лета 2013 года. 5 февраля 2013 года в матче против франкфуртского «Айнтрахта» он дебютировал в Второй Бундеслиге. Эдвини-Бонсу редко выходил в основе и за два сезона не забил ни одного мяча.
В начале 2014 года Рэнди присоединился к «Штутгартер Кикерс». 25 января в матче против «Хольштайна» он дебютировал в Третьей лиге. 8 марта в поединке против «Яна» Эдвини-Бонсу забил свой первый гол за «Кикерс».
30 июня 2015 года Рэнди перешёл в «Аален», подписав контракт до 2017 года. 26 августа в матче против «Эрцгебирге» он дебютировал за новую команду.
20 июля 2016 года Эдвини-Бонсу присоединился к «Хомбургу», подписав контракт до лета 2017 года с возможностью продления. 6 сентября в матче против своей бывшей команды «Штутгартер Кикерс» он дебютировал за новый клуб.
22 сентября 2017 года Эдвини-Бонсу был представлен в качестве игрока «Теннис Боруссия Берлин».
В ноябре 2018 года Эдвини-Бонсу подписал контракт с клубом новообразованной Канадской премьер-лиги «Эдмонтон». За «Эдмонтон» он дебютировал 4 мая 2019 года в матче против «Валора». 4 ноября «Эдмонтон» объявил, что контракт с Эдвини-Бонсу, истекший 31 октября, не будет продлён на следующий сезон.

## Международная карьера
31 января 2010 года в товарищеском матче против сборной Ямайки Эдвини-Бонсу дебютировал за сборную Канады.
В 2013 году Рэнди попал в заявку сборной на участие в Золотом кубка КОНКАКАФ. На турнире он был запасным и на поле так и не вышел.
30 марта 2015 года в поединке против сборной Пуэрто-Рико Эдвини-Бонсу забил свой первый гол за национальную сборную.

### Голы за сборную Канады
| #   | Дата          | Место                                     | Противник   | Счёт | Результат | Соревнование      |
| --- | ------------- | ----------------------------------------- | ----------- | ---- | --------- | ----------------- |
| 01. | 30 марта 2015 | Хуан Рамон Лоубриэль, Баямон, Пуэрто-Рико | Пуэрто-Рико | 0:2  | 0:3       | Товарищеский матч |